# Вера Вучкова
Вера Вучкова – Жежел (на македонска литературна норма: Вера Вучкова – Жежељ) е видна българска и македонска актриса, една от членовете на инициативния ансамбъл на Македонския народен театър. На 3 април 1945 г. изиграва своята първа роля в „Платон Кречет“. В това историческо представяне Вучкова изказва фразата „Слънцето! Колко е близо слънцето!“

## Биография
Родена е на 24 август 1925 г. в Кнежа, България. Показва актьорската си дарба още в училищните години. Завършва Битолската гимназия през 1944 г. и се включва в партизанската театрална група при АГИТПРОП, с която през ноември 1944 г. влиза в освободеното Скопие. Влиза в Македонския народен театър, където са още актьорите Петре Пърличко, Илия Милчин, Тодор Николовски, Василие Попович, Димитър Кьостаров, Томо Владимирски, Крум Стоянов и други.
С Милчин и Стоянов, Вучкова изпълнява историческа театрална мисия – през юни 1947 г. участва в основаването на Областен македонски театър в Благоевград по време на Културната автономия на Пиринска Македония. Там играе един сезон от 1947 до 1948 г., когато културната автономия е изоставена поради влошаването на отношенията между Тито и Сталин.
Продължава кариерата си в България, като играе в театрите в Благоевград, Димитровград и Бургас, където играе 16 години. През 1964 г. се завръща в Югославия в ансамбъла на Македонския народен театър, където остава до пенсионирането си през 1982 г. Изиграва последната си роля на 3 април 1987 г. като Цонка в постановката „Чорбаджи Теодос“. През 2005 г. на македонския театрален фестивал „Војдан Чернодрински“ получава награда за цялостен принос. На 31 август 2014 г. умира в Скопие.